# Heteropoda schwendingeri
Heteropoda schwendingeri este o specie de păianjeni din genul Heteropoda, familia Sparassidae, descrisă de Jäger în anul 2005.
Este endemică în Thailand. Conform Catalogue of Life specia Heteropoda schwendingeri nu are subspecii cunoscute.